# Ruth Iniesta
Ruth Iniesta (Zaragoza, 1985) es una cantante lírica española con tesitura de soprano.

## Trayectoria
Comenzó con estudios de danza clásica y flamenco, que completó con piano y clases de canto con la maestra Virginia Prieto en el conservatorio Arturo Soria y también en la Escuela Superior de Canto de Madrid en la que obtuvo su licenciatura en Teatro Lírico, en 2013. Complementó su formación musical con los maestros Giulio Zappa y Juan Lomba.
Fue adquiriendo experiencia escénica en producciones de teatro musical como Hoy no me puedo levantar, We will rock you o Los Miserables, que abandonó cuando descubrió sus cualidades para la lírica. Su primer personaje fue el de Carmela de La vida Breve en 2012. En la temporada siguiente hizo el papel de Clarita en la producción de Emilio Sagi de La del manojo de rosas. A partir de entonces, fue teniendo papeles cada vez más importantes. En zarzuela hizo Marta de Luna de miel en El Cairo, Angelita Vargas de Château Margaux, Luisa de La viejecita. En 2020, volvió a la misma producción de La del manojo de rosas de Sagi, pero esta vez en el papel principal de Ascensión junto a Carlos Álvarez como Joaquín, dirigidos por el maestro Guillermo García Calvo. En 2021, hizo el personaje principal de Doña Francisquita en el Palacio de las Artes Reina Sofía de Valencia.
En ópera, ha desarrollado la mayor parte de su carrera en Italia cantado tanto papeles secundarios como Albina de La dama del lago, Madama Cortese de El viaje a Reims, Liù de Turandot, Sophie de Werther con dirección de Michele Mariotti o Micaela de Carmen como debutando los papeles protagonistas de Lucia di Lammermoor, Rosina de El barbero de Sevilla, Elvira de I puritani, Nanetta de Falstaff, Nedda de Pagliacci, Norina de Don Pasquale, Gilda de Rigoletto, Musetta de La Bohème o la Violetta de La Traviata en la producción semiescenificada con distancia social, que se representó en el Teatro Real en 2020, dirigida por Leo Castaldi y Nicola Luisotti, siendo la única figura femenina española con papel protagonista de la producción.
Ha pisado escenarios nacionales e internacionales entre los que se encuentran el Festival Rossini de Pésaro, el Teatro Comunale de Bolonia, el Teatro Verdi de Trieste, la Musikverein de Viena, la Orquesta Estatal de Berlín, el Teatro Massimo di Palermo, el Teatro Regio de Turín, la Arena de Verona, el Teatro Real de Madrid, el Palacio de las Artes Reina Sofía de Valencia, el Teatro de la Zarzuela de Madrid, el Teatro Principal de Mallorca y el Gran Teatro del Liceo de Barcelona.
Además de Emilio Sagi, ha trabajado con directores de escena como Graham Vick, Hugo de Ana, Lluís Pasqual, Damiano Micheletto y con directores musicales como Miguel Ángel Gómez Martínez, Pablo Heras-Casado, Miquel Ortega y Christopher Franklin.

## Reconocimientos
- 2011 – Premio a la mejor intérprete de música española del XIII Concurso Internacional de Canto Jacinto Guerrero.[3]
- 2012 – Premio especial en el Concurso Internacional de Canto de Bilbao que le facilitó ir a Austria para tomar clases con la soprano Helen Donath y el pianista Istvan Cserjan.[3]
- 2014 – Tercer Premio del Concurso Internacional de Canto Montserrat Caballé.[3]
- 2015 – Premio a la cantante revelación en los Premios Líricos de la Fundación Teatro Campoamor.[28]
- 2015 – Premio de la revista Codalario a la artista revelación.[29]
- 2019 – Premio El Ojo Crítico de Radio Nacional de España.[30]
- 2024 - Premio Talía de la Academia de las Artes Escénicas de España, Intérprete Femenina de Lírica.